# Вольфрамат кадмия
Вольфрама́т ка́дмия, вольфра̀мовоки́слый ка́дмий — кадмиевая соль вольфрамовой кислоты с химической формулой CdWO4 (обозначается также CWO). Тяжёлый, нерастворимый в воде и неорганических кислотах, химически инертный кристаллический порошок.

## Получение
Синтезируется из смеси оксида вольфрама(VI) WO3 и оксида кадмия CdO при сильном нагреве:
{\displaystyle {\mathsf {WO_{3}+CdO{\xrightarrow {\sim 1000^{o}C}}CdWO_{4}}}}
Ввиду летучести оксида кадмия, этот компонент берётся в количестве выше стехиометрического.
Может быть получен также как осадок из водных растворов солей кадмия(II) и растворимых вольфраматов:
{\displaystyle {\mathsf {Cd(NO_{3})_{2}+Na_{2}WO_{4}\ \longrightarrow {}\ CdWO_{4}\downarrow +\ 2\ NaNO_{3}}}}

## Физические свойства
Технический вольфрамат кадмия имеет жёлтый или жёлто-зелёный цвет, однако чрезвычайно чистые монокристаллы CdWO4 прозрачны и бесцветны. Плотность 7,9—8,0 г/см³, температура плавления 1325 °C, коэффициент преломления 2,2—2,3 (проявляет двулучепреломление). Твёрдость по Моосу 4—4,5, гигроскопичность отсутствует. Объёмный модуль упругости при н.у. равен 123 ГПа.
Кристаллы при нормальных условиях имеют структуру вольфрамита. Кристаллы моноклинной сингонии, пространственная группа P2/c, параметры ячейки a = 0,50289 нм, b = 0,58596 нм, c = 0,50715 нм, β = 91,519°, Z = 2, d = 8,0087 г/см3, объём ячейки 0,14939 нм3. В различных опубликованных измерениях были определены и несколько отличающиеся параметры решётки, дающие объём элементарной ячейки от 0,14884 до 0,14969 нм3 и соответственно кристаллографическую плотность в диапазоне 7,9926…8,038 г/см3.
При повышении давления до 19,5 ГПа испытывает фазовый переход к структуре поствольфрамита P21/c с удвоением объёма элементарной ячейки.
Разработаны методы выращивания больших (до 12 кг, ИНХ СОРАН) монокристаллов CWO. В НГУ были получены кристаллы массой до 20 кг.

## Использование
Вольфрамат кадмия люминесцирует под воздействием ионизирующего излучения; это свойство было обнаружено ещё в 1940-х годах и вскоре стало использоваться для создания детекторов излучения. Монокристаллы вольфрамата кадмия используются в качестве сцинтилляторов для детектирования ионизирующего излучения в ядерной физике, физике элементарных частиц, ядерной медицине (в частности, в позитронно-эмиссионной томографии). Спектр люминесценции CWO лежит в диапазоне 380—600 нм (при облучении гамма-квантами) и 380—680 нм (при облучении альфа-частицами), с максимумом на 480 нм. Благодаря большой плотности и высокому эффективному заряду ядра (Z=64) CdWO4 хорошо поглощает гамма-кванты и рентген. Поэтому большие объёмы вольфрамата кадмия потребляются производителями рентгеновских систем безопасности и таможенного досмотра для просвета крупногабаритных грузов (контейнеры, автомобили, корабли, самолёты).
Высокое сечение радиоактивного захвата тепловых нейтронов одним из природных изотопов кадмия, 113Cd, позволяет использовать CdWO4 в качестве детектора этих частиц (гамма-кванты, излучаемые кадмием-113 при захвате нейтрона, создают в кристалле CWO сцинтилляционную вспышку, которая детектируется соответствующим фотоприёмником). Световыход сцинтиллятора составляет около 40 % от световыхода NaI(Tl) и почти не зависит от температуры в диапазоне от 0 до 100 °C, что способствует использованию CdWO4 для гамма-каротажа в скважинах при высоких температурах окружающей среды.
Высокая радиационная чистота вольфрамата кадмия позволяет использовать его для сверхнизкофоновых ядерных детекторов, применяемых для детектирования гипотетических частиц тёмной материи, редких ядерных распадов и т. д. (так, чрезвычайно редкая природная альфа-радиоактивность вольфрама (альфа-распад 180W) была обнаружена в 2003 году с использованием такого детектора). Применение вольфрамата кадмия как сцинтиллятора осложняется относительно большим временем высвечивания (12−15 мкс), что не позволяет использовать его в детекторах с высокой скоростью счёта. Проявляемая вольфраматом кадмия различная зависимость высвечивания от времени для альфа- и бета-частиц позволяет эффективно разделять частицы по типу.